# Cody Thompson
Cody James Thompson (* 11. Januar 1996) ist ein US-amerikanischer American-Football-Spieler. Er spielt auf der Position des Wide Receivers, derzeit für die Tampa Bay Buccaneers in der National Football League (NFL). Zuvor spielte er College Football für die Toledo Rockets der University of Toledo in der Football Bowl Subdivision (FBS) der National Collegiate Athletic Association (NCAA).

## Karriere

### Highschool
In der Highschool spielte Thompson Football und Basketball. Als Sophomore fing er als Wide Receiver 48 Pässe für 865 Yards und 11 Touchdowns. Als Junior spielte er auf der Position des Quarterbacks, wobei er 1.574 Yards und 22 Touchdowns erwarf sowie für 1.001 Yards und 14 Touchdowns lief. Er wurde dafür ins Second-team All-Conference gewählt. Als Senior warf er für 1.883 Yards und 17 Touchdowns und lief für 1.139 Yards und 22 Touchdowns. Zusätzlich war er auch Punter und erzielte 44,6 Yards pro Punt. Er erhielt dafür die Berufung ins Second-team All-Conference und Second-team All-District.

### College

#### Rekrutierung und Spieler
Thompson war ein von Colleges nur wenig beachteter Spieler. Im 247Sports Composite Rating, eine Zusammenfassung aller populären, öffentlich einsehbaren Rankings, belegte er nur Platz 3.233 aller Spieler seiner Klasse und Rang 413 unter Wide Receivern. Sein einziges Stipendium wurde ihm von der University of Toledo angeboten.
Seit 2014 besucht Thompson die University of Toledo, wo er für die Toledo Rockets College Football spielte. In seinem ersten Jahr spielte er in allen 13 Spielen, wobei er vier Pässe fing. Als Sophomore fing er 37 Pässe für 825 Yards. Sein Durchschnitt von 22,3 Yards je Fang waren der drittbeste Wert des Landes. 2016 fing er 64 Pässe für 1.269 Yards und elf Touchdowns. Die 1.269 Yards waren ein neuer Schulrekord für erfangene Yards in einer Saison. Sein Durchschnitt von 19,8 Yards je Fang war der neuntbeste Wert des Landes und sein Durchschnitt von 97,6 Yards je Spiel war der siebzehntbeste des Landes. Er wurde dafür ins First-team All-MAC gewählt. 2017 wurde er zum Teamcaptain und war Halbfinalist für den Campbell Award. Thompson fing 28 Bälle für 537 Yards, ehe er sich im fünften Spiel gegen Eastern Michigan eine saisonbeendende Beinverletzung zuzog. In dieser Saison gewann er mit den Rockets die Mid-American Conference. Durch die Teilnahme am Championship Game war es nun für Thompson möglich, sich die Saison 2017 als Medical Redshirt anerkennen zu lassen. Im Dezember 2017 gab Thompson bekannt, für eine weitere Saison bei den Rockets zu bleiben. Im Spiel gegen Eastern Michigan während der Saison 2018 fing er seinen 26. Karriere-Touchdown und brach damit einen weiteren Schulrekord. Als Senior fing er insgesamt 48 Pässe für 647 Yards und zehn Touchdowns, womit er seinen Rekord auf insgesamt 30 Touchdowns ausbaute. Erneut wurde er zum First-team All-MAC gewählt.
Nach seiner Karriere bei den Rockets erhielt er eine Einladung zum East-West Shrine Game, welche er annahm. Zudem erhielt er eine Einladung für den NFL Combine.

#### Statistiken
|                 | 2014 | 2015 | 2016  | 2017  | 2018 | Gesamt |
| --------------- | ---- | ---- | ----- | ----- | ---- | ------ |
| Spiele gespielt | 13   | 12   | 13    | 5     | 13   | 56     |
| Touchdowns      | 0    | 5    | 11    | 4     | 10   | 30     |
| gefangene Pässe | 4    | 37   | 64    | 28    | 48   | 181    |
| gefangene Yards | 34   | 825  | 1.269 | 537   | 647  | 3.312  |
| Yards je Spiel  | 2,6  | 68,8 | 97,6  | 107,4 | 49,8 | 59,1   |
| Yards je Fang   | 8,5  | 22,3 | 19,8  | 19,2  | 13,5 | 18,3   |
| Quelle:         |      |      |       |       |      |        |

### Profikarriere
Beim Combine sprang Thompson aus dem Stand 38,5 inch (98 cm) hoch und 119 inch (3,03 m) weit. Im 40 Yard Dash lief er eine Zeit von 4,57 Sekunden, den 20-Yard Shuttle lief er in 4,03 Sekunden und den 3 Cone Drill in 6,87 Sekunden. Zudem schaffte er den 60-Yard-Shuttle in 11,39 Sekunden und 19 Wiederholungen beim Bankdrücken mit 225 lbs (102 kg). Thompson war einer von nur vier Receivern, die am 60-Yard-Shuttle teilnahmen. In diesem und dem 20-Yard Shuttle war er der beste aller Wide Receiver, beim Bankdrücken war er der sechstbeste seiner Position. Im 40-Yard-Dash belegte Thompson Platz 27 von 37 auf seiner Position.
Nachdem er im NFL Draft 2019 nicht ausgewählt worden war, verpflichteten ihn die Kansas City Chiefs. Im Rahmen der finalen Kaderverkleinerung wurde er jedoch vor Saisonbeginn entlassen. Er wurde jedoch daraufhin in den Practice Squad aufgenommen. Am 29. Oktober 2019 wurde er von den Chiefs entlassen, aber bereits am nächsten Tag von den Seattle Seahawks für den Practice Squad verpflichtet. Am 5. November 2019 wurde er entlassen.
Am 19. November 2019 verpflichteten die Cincinnati Bengals Thompson für den Practice Squad. Am 9. Januar 2020 verpflichteten ihn die Seattle Seahawks erneut für den Practice Squad. Im Rahmen der finalen Kaderverkleinerung wurde er vor Beginn der Saison 2020 entlassen. Einen Tag später wurde er in den Practice Squad der Seahawks aufgenommen. Im Rahmen der finalen Kaderverkleinerung vor Beginn der Saison 2021 wurde Thompson entlassen. Am Folgetag wurde er für den Practice Squad wiederverpflichtet. Für die 3. Spiewoche der Saison 2021 wurde Thompson in den aktiven Kader befördert, wo er mit elf Special-Team-Snaps sein NFL-Debüt gab. Insgesamt kam er in 5 Spielen bei insgesamt 47 Special-Team-Snaps zum Einsatz. Saisonhighlight war für Thompson die Eroberung eines Fumbles am letzten Spieltag gegen die Arizona Cardinals.
Im ersten Preseasonspiel der Saison 2022 zog sich Thompson eine Schulterverletzung zu. Daraufhin wurde er auf der Injured Reserve List platziert. Nachdem er anfänglich zur Saison 2023 den Sprung in den Hauptkader geschafft hatte, wurde Thompson am 27. September 2023 entlassen. Drei Tage später wurde er erneut in den Practice Squad aufgenommen. Nachdem Thompson für alle zwei Spiele vom Practice Squad aktiviert wurde, wurde er am 18. Oktober 2023 erneut für den Hauptkader verpflichtet. Ende Oktober wurde er entlassen, Bevor er am 1. November 2023 wieder für den Practice Squad verpflichtet wurde.
Im Juni 2024 wurde Thompson von den Tampa Bay Buccaneers verpflichtet. Trotz einer starken Saisonvorbereitung wurde er im Rahmen der finalen Kaderverkleinerung vor Saisonbeginn entlassen. Im Anschluss wurde er für den Practice Squad wiederverpflichtet.

## Stil
Thompson wird als gute Führungspersönlichkeit mit exzellenter Arbeitsmoral beschrieben. Sein Antritt gilt als hervorragend und sein Verhalten nach dem Fang wird gelobt. Thompson gilt als physisch stark, sehr konzentriert und ihm werden exzellente Hände und eine gute Ballverfolgung zugeschrieben. Auch sein Route Running wird gelobt, jedoch seine begrenzte Schnelligkeit angemahnt.